# Húgom, nem húgom
A Húgom, nem húgom (eredeti címe: Say It Isn't So) 2001-es amerikai fekete humorú, romantikus vígjáték, amelyet J. B. Rogers rendezett. A produkció főbb szerepeiben Heather Graham, Chris Klein és Orlando Jones. 2001. március 12-én mutatták be az Egyesült Államokban. Magyarországon videokazettán jelent meg 2001. november 15-én.

## Cselekmény
Gilly egy állatmenhelyen dolgozik. Fodrászhoz megy, amikor megismerkedik az újonc Jóval. Jo elvesztette Ringo nevű macskáját, de mikor leírja a cicát, Gilly rájön, hogy az állatot még ő adta le a menhelyre. Újdonsült ismeretségük románccá alakul, amikor hat hónappal később felkeresi őket egy magánnyomozó. Detektív Vetter azt mondja Gilly-nek, hogy Jo anyja és apja valójában az ő szülei is. Az információ után a pár szakít egymással, és próbálja a másikat elfelejteni. 
Gillyről azonban elterjed, hogy lefeküdt a testvérével, ezért kirúgják az állatmenhelyről. A férfi beköltözik Jo szüleihez, a lány pedig Oregonba költözik, ahol visszamegy voltbarátjához. Több mint egy évvel később Jo szülei egy újabb látogatót fogadnak: Leon Pitofsky anyakönyvi kivonattal igazolja, hogy valójában ő Jo testvére. Gillyt elüldözik a háztól, így a férfi Oregonba megy, hogy beszéljen Jóval.
Eközben Jót eljegyzi voltbarátja, Jack, aki gazdag és befolyásos ember. Valójában egy bűnöző és hűtlen Jóhoz, de Jo anyja ragaszkodik a házasságukhoz, hogy pénzhez jusson a család. Az anyja elrejti Leont Jo elől, ezért a nő nem hisz Gillynek, mikor elmondja, mi történt vele. Gilly nem tudja megakadályozni, hogy Jo feleségül menjen Jackhez. Mikor a rendőrség közli velük, hogy Gilly autóbalesetben meghalt, Jo megtudja az igazságot, és érvényteleníti a házasságot. Jo anyja szélütést kap, mikor rájön, hogy Leon keze volt az ügyben. 
Gilly azonban életben van, mert az autóban Jack egyik csatlósa ült. Jo és Gilly az állatmenhelyen találkoznak ismét, ahova Gillyt visszavették. Néhány hónappal később Gilly és Jo összeházasodnak, amelyen Jo szülei is részt vesznek, de az anyja tolószékbe kerül.

## Szereplők
| Szerep                  | Színész         | Magyar hangja   |
| ----------------------- | --------------- | --------------- |
| Gilbert Noble           | Chris Klein     | Boros Zoltán    |
| Josephine Wingfield     | Heather Graham  | Dögei Éva       |
| Dig McCaffrey           | Orlando Jones   | Bognár Tamás    |
| Valdine Wingfield       | Sally Field     | Vándor Éva      |
| Walter Wingfield        | Richard Jenkins | Varga T. József |
| Larry Falwell           | John Rothman    | Balázsi Gyula   |
| Leon Pitofsky           | Jack Plotnick   | Tóth Roland     |
| Jack Mitchelson         | Eddie Cibrian   | Kárpáti Levente |
| Jimmy Mitchelson        | Mark Pellegrino | Seder Gábor     |
| Streak                  | Brent Hinkley   | F. Nagy Zoltán  |
| Freddy                  | Henry Cho       | n.a             |
| Merle Hobbs seriff      | Richard Riehle  | Várday Zoltán   |
| Vic Vetter magánnyomozó | Brent Briscoe   | Szűcs Sándor    |
| Stewart                 | Ezra Buzzington | Katona Zoltán   |
| Ruthie Falwell          | Julie White     | Németh Kriszta  |
| Stillwater atya         | David L. Lander | n.a             |
| Bautista nővér          | Lin Shaye       | Illyés Mari     |
| Gina                    | Sarah Silverman | Solecki Janka   |
| Suzanne Somers          | Suzanne Somers  | Németh Kriszta  |

## Fogadtatás

### Kritikai visszhang
A film megítélése nagyon gyenge volt. A Rotten Tomatoeson 8%-os minősítést ért el 106 értékelés alapján, az összefoglaló szerint: „Azok, akik még nem unták meg a Farrelly testvérek vígjátékait, még mindig felnevethetnek párszor. Ellenkező esetben a lassú tempó és az ötlettelen sokkoló gegek kezdik megviselni a nézőt.” Peter Travers a Rolling Stone-tól azt írta: „Ez mínusz egy Farrelly-szellemesség volt.” Stephen Holden a New York Timestól azt írta: „A Húgom, nem húgom még a Farrelly testvérek újdonságainak büszkén vulgáris, lebutított mércéjével mérve is ötlettelen bénaság.” Jonathan Foreman a New York Posttól úgy vélte: „Hiányzik belőle az 1998-as felháborító Keresd a nőt! ihletettsége, őszinte szellemessége és pimasz bája.”
A MetaCriticen 21 pontot ért el a 100-ból 29 vélemény alapján. Jay Carr szerint a Boston Globe-tól: „Itt-ott vannak vicces pillanatok, és Graham és Klein játéka is simulékonyabb, mint ami körülveszi őket. De nem lehet megkerülni azt a tényt, hogy a Húgom, nem húgom messze van attól, hogy szerelemmel teli munkának tűnjön.” Maitland McDonagh a TV Guide Magazintól azt írta: „Talán az undorító romantikus komédia egy sekély kút, és egyszerűen Rogers balszerencséje volt, hogy egy vödörnyi iszapot talált magának.”

### Bevétel adatai
A film a Box Office Mojo szerint veszteséges volt. A 25 millió dolláros költségvetésre 12,3 millió dolláros bevétel keletkezett.